# Jean-Herman Guay
Pour les articles homonymes, voir Guay.
Jean-Herman Guay est un politologue québécois.  Il est professeur de science politique et ex-directeur de l'École de politique appliquée à l'Université de Sherbrooke. 
Ayant étudié en sciences politiques, il a reçu un baccalauréat à l'UQAM, une maîtrise à l'Université d'Ottawa et un doctorat à l'Université de Montréal. Il enseigne maintenant à l'Université de Sherbrooke. 
En 1999, il crée l'encyclopédie Bilan du siècle, sur les événements qui ont marqué la société québécoise. En 2000, Guay devient le président de la commission politique du Bloc québécois, une position auparavant occupée par Daniel Turp. Depuis 2006, il dirige Perspective Monde, qui comprend 32 000 pages de textes, de statistiques et d'informations électorales. 
Les opinions de Guay sont souvent sollicitées lors des débats publics, et il écrit des chroniques dans La Presse et Le Devoir. Ses sujets de recherche sont l'opinion publique, l'analyse électorale et la psychologie politique. 

## Ouvrages publiés
- 2018 - Les élections au Québec : 150 ans d'une histoire mouvementée
- 2014 - Statistiques en sciences humaines avec R
- 2013 - Statistiques en sciences sociales avec R
- 1997 - Avant, pendant et après le Boom : portrait de la culture politique de trois générations de Québécois
- 1996 - La bataille du Québec : le référendum de 1995
- 1995 - La bataille du Québec : les élections québécoises de 1994
- 1994 - La bataille du Québec : les élections fédérales de 1993
- 1992 - Le virage : l'évolution de l'opinion publique au Québec depuis 1960, ou comment le Québec est devenu souverainiste
- 1991 - Sciences humaines et méthodes quantitatives : les principes d'application et la pratique de la recherche
- 1987 - Introduction aux théories politiques

## Honneurs
- 2018 - Finaliste du Prix de la présidence de l'Assemblée nationale pour Les élections au Québec : 150 ans d'une histoire mouvementée[3]
- 1997 - Prix Alphonse-Desjardins
- Prix du ministre de l'éducation du Québec

## Citation
- «Il est intéressant de voir que, même avec une approche auprès du Québec, Harper ne perd pas l'appui du reste du Canada.» (janvier 2006)